# Jean Ragnotti
Jean Ragnotti (Pernes-les-Fontaines, 29 de agosto de 1945) é um ex-automobilista francês.
Tendo corrido durante vários anos no World Rally Championship (WRC) como piloto da Renault, Ragnotti é lembrado principalmente por sua primeira vitória na categoria, em 1981, no Rali de Monte Carlo. Esta vitória tornou-se célebre por ser a primeira corrida do Renault 5 Turbo, assim como o primeiro carro turbo a vencer uma corrida na categoria.
Ragnotti ainda seria responsável por mais duas vitórias do Renault 5 Turbo no WRC. A primeira ocorrendo na temporada seguinte, no caseiro Rali da Córsega, quando passou a contar com a concorrência do lendário Audi Quattro, que estreou a tração integral e tornou obsoleto praticamente todos os carros de rali da temporada; e a segunda ocorrendo apenas três temporadas depois, no mesmo Rali da Córsega.
Como piloto da Renault, Ragnotti também chegou a participar da principal categoria de fórmula, a Fórmula 1, como piloto de safety car do Renault Clio Maxi. Participando dos treinos para o GP de Mônaco de 1995, se envolveu num acidente com o japonês Taki Inoue, que pilotava um Footwork, quando não viu o carro deste sendo rebocado para os boxes, e o acertou.